# Hornera reteporacea
Hornera reteporacea is een mosdiertjessoort uit de familie van de Horneridae. De wetenschappelijke naam van de soort is voor het eerst geldig gepubliceerd in 1838 door Milne Edwards.